# Botschaft von Honduras in Berlin

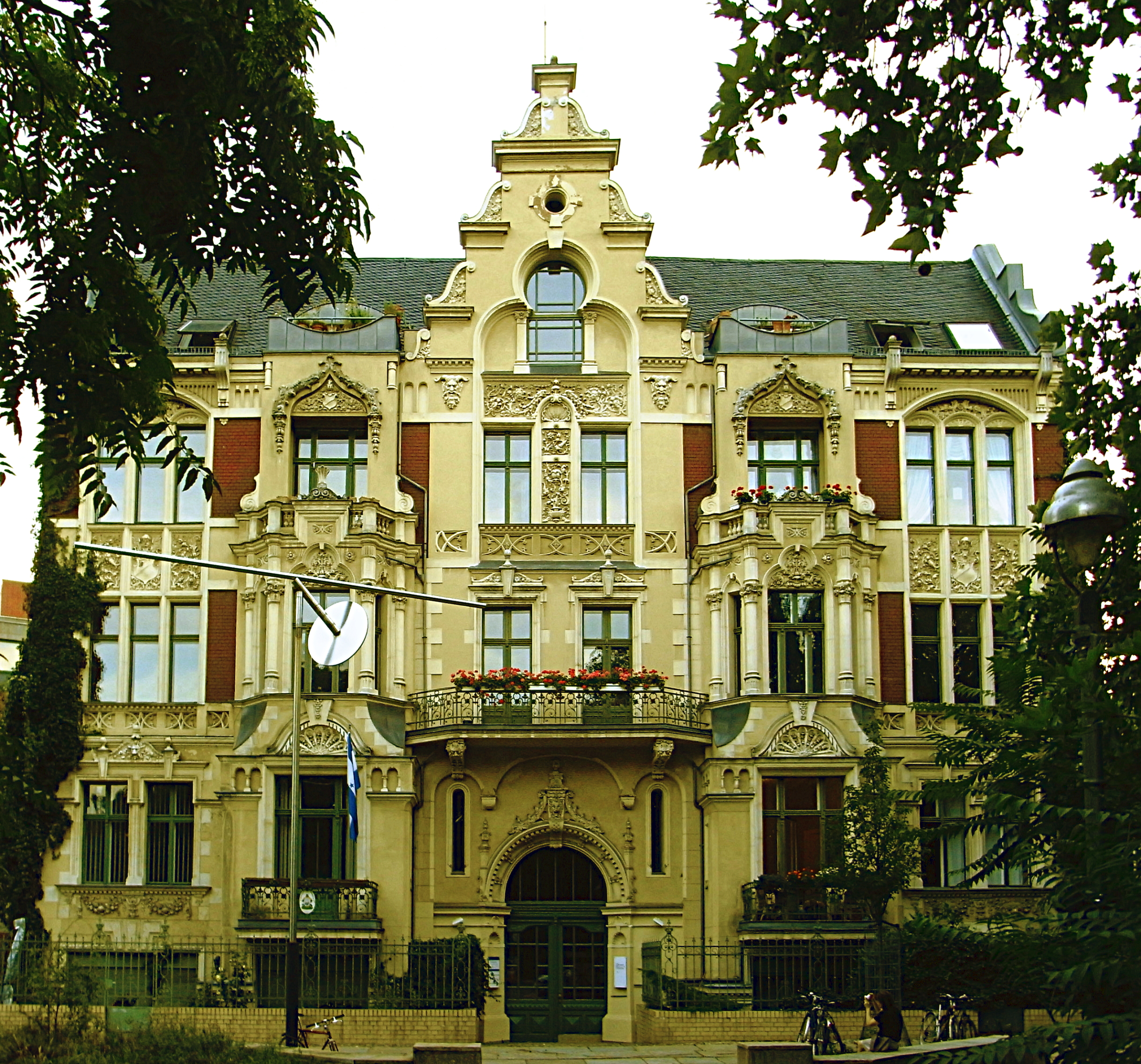
Botschaft in der Cuxhavener Straße

Die Botschaft von Honduras in Berlin ist die diplomatische Vertretung der Republik Honduras in Deutschland. Sie befindet sich in der Cuxhavener Straße 14 im Ortsteil Hansaviertel des Bezirks Mitte.
Botschafter ist seit dem 17. Januar 2023 Mauricio Arturo Bueso.
Honduras unterhält Honorarkonsulate in Münster, Hamburg und München.

## Geschichte der diplomatischen Beziehungen
Am 20. Januar 1960 nahmen Honduras und die Bundesrepublik Deutschland diplomatische Beziehungen auf. Am 10. Juli 1961 wurde die Botschaft in Bonn am Steubenring 6 eröffnet, später zog sie in die Ubierstraße 1 um. Aufgrund des Umzugs von Bundestag und Regierung nach Berlin verlegte auch die Botschaft von Honduras ihren Sitz in die neue deutsche Hauptstadt. Im März 2002 wurde das heutige Botschaftsgebäude in der Cuxhavener Straße bezogen.
Zwischen der DDR und Honduras gab es keine diplomatischen Beziehungen.

## Gebäude
Das 1891 errichtete Gebäude im Berliner Hansaviertel ist ein Prachtbau im Stil des Historismus, eines der ca. 40 von 343 Gebäuden des alten Hansaviertels, die die Bombardierung des Viertels im Zweiten Weltkrieg überstanden haben. In der Zeit des Nationalsozialismus war es ein „Judenhaus“, in das Juden, die aus ihren Wohnungen vertrieben worden waren, zwangseingewiesen wurden. Vor dem Haus steht die windkinetische Figur Stab und Scheibe 2 von Rolf Lieberknecht, 1989 errichtet, 10 m hoch, aus Edelstahl.